# Конгерс (Нью-Йорк)
Конгерс (англ. Congers) — переписна місцевість (CDP) в США, в окрузі Рокленд штату Нью-Йорк. Населення — 8532 особи (2020).

## Географія
Конгерс розташований за координатами 41°8′59″ пн. ш. 73°56′41″ зх. д. / 41.14972° пн. ш. 73.94472° зх. д. (41.149595, -73.944776).  За даними Бюро перепису населення США в 2010 році переписна місцевість мала площу 9,87 км², з яких 7,95 км² — суходіл та 1,93 км² — водойми.

## Демографія
Згідно з переписом 2010 року, у переписній місцевості мешкали 8363 особи в 2809 домогосподарствах у складі 2262 родин. Густота населення становила 847 осіб/км².  Було 2889 помешкань (293/км²).
Расовий склад населення:
| - 80,4 % — білих - 11,7 % — азіатів - 3,3 % — чорних або афроамериканців - 0,4 % — корінних американців - 2,0 % — осіб інших рас |

До двох чи більше рас належало 2,2 %. Частка іспаномовних становила 11,4 % від усіх жителів.
За віковим діапазоном населення розподілялося таким чином: 24,1 % — особи молодші 18 років, 61,5 % — особи у віці 18—64 років, 14,4 % — особи у віці 65 років та старші. Медіана віку мешканця становила 42,5 року. На 100 осіб жіночої статі у переписній місцевості припадало 93,6 чоловіків;  на 100 жінок у віці від 18 років та старших — 91,5 чоловіків також старших 18 років.
Середній дохід на одне домашнє господарство  становив 127 752 долари США (медіана — 109 935), а середній дохід на одну сім'ю — 144 287 доларів (медіана — 125 217). Медіана доходів становила 68 030 доларів для чоловіків та 62 365 доларів для жінок. За межею бідності перебувало 4,1 % осіб, у тому числі 4,6 % дітей у віці до 18 років та 6,9 % осіб у віці 65 років та старших.
Цивільне працевлаштоване населення становило 4454 особи. Основні галузі зайнятості: освіта, охорона здоров'я та соціальна допомога — 28,1 %, науковці, спеціалісти, менеджери — 11,5 %, роздрібна торгівля — 10,1 %, фінанси, страхування та нерухомість — 9,1 %.